# 细叶石头花
细叶石头花（学名：Gypsophila licentiana）为石竹科石头花属的植物。分布在高加索以及中国大陆的山西、青海、陕西、宁夏、内蒙古、甘肃、河北、新疆等地，生长于海拔500米至2,000米的地区，多生在山坡、沙地以及田边，目前尚未由人工引种栽培。

## 别名
尖叶丝石竹（北京植物志）

## 异名
- Gypsophila acutifolia auct. non Fisch. ex Spreng.